# Distretto di Gwangsan
Gwangsan (Hangŭl: 광산구; Hanja: 光山區) è un distretto di Gwangju. Ha una superficie di 222,89 km² e una popolazione di 309.004 abitanti al 2006.